# زردک کریمه‌ای
زردک کریمه‌ای (نام علمی: Barbus tauricus) گونه‌ای از ماهیان پرتوباله از سردهٔ زردک‌ماهی‌ها است.